# Nalolokamtandslijmvis
De nalolokamtandslijmvis (Ecsenius minutus) is een straalvinnige vissensoort uit de familie van naakte slijmvissen (Blenniidae). De wetenschappelijke naam van de soort is voor het eerst geldig gepubliceerd in 1963 door Klausewitz.